# Казахстан на зимових Олімпійських іграх 2018
Казахстан на зимових Олімпійських іграх 2018, що проходили з 9 по 25 лютого 2018 у Пхьончхані (Південна Корея), була представлена 46 спортсменами в 9 видах спорту. Прапороносцем на церемонії відкриття Ігор став шорт-трековик Азгал Ажгалієв. Казахстан, як незалежна країна, усьоме брала участь в зимовій Олімпіаді. Казахські спортсмени здобули одну бронзову медаль у фристайлі.

## Медалісти
| Медалі | Спортсмени    | Вид спорту | Дисципліна    | Дата      |
| ------ | ------------- | ---------- | ------------- | --------- |
| Бронза | Юлія Галишева | Фристайл   | могул (жінки) | 11 лютого |

## Спортсмени
| Вид спорту          | Чоловіки | Жінки | Всього |
| ------------------- | -------- | ----- | ------ |
| Біатлон             | 5        | 5     | 10     |
| Гірськолижний спорт | 1        | 1     | 2      |
| Ковзанярський спорт | 5        | 1     | 6      |
| Лижні перегони      | 4        | 3     | 7      |
| Санний спорт        | 1        | 0     | 1      |
| Стрибки з трампліна | 1        | 0     | 1      |
| Фігурне катання     | 1        | 2     | 3      |
| Фристайл            | 3        | 6     | 9      |
| Шорт-трек           | 5        | 2     | 7      |
| Всього              | 26       | 20    | 46     |

## Біатлон
| Спортсмен                                                       | Дисципліна                         | Час       | Хиби        | Місце |
| --------------------------------------------------------------- | ---------------------------------- | --------- | ----------- | ----- |
| Максим Браун                                                    | спринт (чоловіки)                  | 27:46.7   | 4 (3+1)     | 85    |
| Максим Браун                                                    | індивідуальні перегони (чоловіки)  | 53:50.7   | 2 (0+1+0+1) | 61    |
| Тимур Хамітгатін                                                | індивідуальні перегони (чоловіки)  | 54:52.7   | 2 (0+2+0+0) | 72    |
| Василь Подкоритов                                               | спринт (чоловіки)                  | 26:34.7   | 1 (1+0)     | 80    |
| Василь Подкоритов                                               | індивідуальні перегони (чоловіки)  | 53:52.5   | 2 (1+0+1+0) | 62    |
| Владислав Вітенко                                               | спринт (чоловіки)                  | 26:32.7   | 4 (2+2)     | 79    |
| Владислав Вітенко                                               | індивідуальні перегони (чоловіки)  | 57:11.3   | 7 (2+2+1+2) | 83    |
| Роман Єрьомін                                                   | спринт (чоловіки)                  | 25:21.9   | 2 (1+1)     | 43    |
| Роман Єрьомін                                                   | перегони переслідування (чоловіки) | 38:51.1   | 8 (2+1+2+3) | 52    |
| Максим Браун Василь Подкоритов Владислав Вітенко Роман Єрьомін  | естафета (чоловіки)                | LAP       | 12 (5+7)    | 17    |
| Дар'я Кліміна                                                   | спринт (жінки)                     | 23:47.7   | 3 (2+1)     | 58    |
| Дар'я Кліміна                                                   | перегони переслідування (жінки)    | 38:00.0   | 8 (1+1+3+3) | 57    |
| Дар'я Кліміна                                                   | індивідуальні перегони (жінки)     | 46:44.4   | 3 (2+0+1+0) | 51    |
| Ольга Полтораніна                                               | спринт (жінки)                     | 23:59.6   | 2 (0+2)     | 63    |
| Ольга Полтораніна                                               | індивідуальні перегони (жінки)     | 46:36.5   | 2 (0+0+1+1) | 46    |
| Аліна Райкова                                                   | спринт (жінки)                     | 24:33.8   | 3 (0+3)     | 71    |
| Аліна Райкова                                                   | індивідуальні перегони (жінки)     | 46:37.4   | 3 (0+1+0+2) | 47    |
| Галина Вишневська                                               | спринт (жінки)                     | 22:52.2   | 2 (2+0)     | 30    |
| Галина Вишневська                                               | перегони переслідування (жінки)    | 33:05.9   | 1 (0+0+1+0) | 20    |
| Галина Вишневська                                               | індивідуальні перегони (жінки)     | 46:23.4   | 3 (0+2+1+0) | 45    |
| Дар'я Кліміна Ольга Полтораніна Аліна Райкова Галина Вишневська | естафета (жінки)                   | 1:14:18.0 | 10 (2+8)    | 14    |
| Максим Браун Роман Єрьомін Аліна Райкова Галина Вишневська      | естафета (змішана)                 | 1:14:13.7 | 10 (7+3)    | 18    |

## Гірськолижний спорт
| Спортсмен       | Дисципліна                    | 1-й спуск    | 1-й спуск    | 2-й спуск    | 2-й спуск    | Сума         | Сума         |
| Спортсмен       | Дисципліна                    | Час          | Місце        | Час          | Місце        | Час          | Місце        |
| --------------- | ----------------------------- | ------------ | ------------ | ------------ | ------------ | ------------ | ------------ |
| Ігор Закурдаєв  | швидкісний спуск (чоловіки)   | Н/Д          | Н/Д          | Н/Д          | Н/Д          | 1:45.01      | 39           |
| Ігор Закурдаєв  | супергігант (чоловіки)        | Н/Д          | Н/Д          | Н/Д          | Н/Д          | 1:29.96      | 41           |
| Ігор Закурдаєв  | комбінація (чоловіки)         | 1:22.29      | 42           | 53.18        | 32           | 2:15.47      | 31           |
| Ігор Закурдаєв  | гігантський слалом (чоловіки) | 1:18.78      | 62           | 1:16.29      | 46           | 2:35.07      | 51           |
| Ігор Закурдаєв  | слалом (чоловіки)             | не фінішував | не фінішував | не фінішував | не фінішував | не фінішував | не фінішував |
| Марія Григорова | гігантський слалом (жінки)    | 1:22.42      | 57           | 1:18.77      | 51           | 2:41.19      | 51           |
| Марія Григорова | слалом (жінки)                | 1:02.49      | 54           | 1:01.88      | 51           | 2:04.37      | 51           |

## Ковзанярський спорт
| Спортсмен        | Дисципліна             | Заїзд    | Заїзд |
| Спортсмен        | Дисципліна             | Час      | Місце |
| ---------------- | ---------------------- | -------- | ----- |
| Артем Крикунов   | 500 метрів (чоловіки)  | 35.34    | 25    |
| Роман Креч       | 500 метрів (чоловіки)  | 35.92    | 35    |
| Денис Кузін      | 1000 метрів (чоловіки) | 1:10.13  | 27    |
| Денис Кузін      | 1500 метрів (чоловіки) | 1:49.14  | 30    |
| Федір Мезенцев   | 1000 метрів (чоловіки) | 1:10.62  | 33    |
| Федір Мезенцев   | 1500 метрів (чоловіки) | 1:48.23  | 28    |
| Станіслав Палкін | 500 метрів (чоловіки)  | 35.33    | 24    |
| Станіслав Палкін | 1000 метрів (чоловіки) | 1:10.149 | 29    |
| Катерина Айдова  | 500 метрів (жінки)     | 38.96    | 21    |
| Катерина Айдова  | 1000 метрів (жінки)    | 1:17.09  | 24    |
| Катерина Айдова  | 1500 метрів (жінки)    | 1:59.05  | 18    |

## Лижні перегони
| Спортсмен                                                      | Дисципліна                        | Класичний стиль | Класичний стиль | Вільний стиль | Вільний стиль | Фінал         | Фінал         | Фінал         |
| Спортсмен                                                      | Дисципліна                        | Час             | Місце           | Час           | Місце         | Час           | Відставання   | Місце         |
| -------------------------------------------------------------- | --------------------------------- | --------------- | --------------- | ------------- | ------------- | ------------- | ------------- | ------------- |
| Олексій Полторанін                                             | 50 км класичним стилем (чоловіки) | Н/Д             | Н/Д             | Н/Д           | Н/Д           | 2:13:37.1     | +5:15.0       | 15            |
| Віталій Пухкало                                                | 15 км вільним стилем (чоловіки)   | Н/Д             | Н/Д             | Н/Д           | Н/Д           | 36:57.4       | +3:13.5       | 54            |
| Віталій Пухкало                                                | 30 км скіатлон (чоловіки)         | 42:27.0         | 40              | 36:45.9       | 30            | 1:19:46.7     | +3:26.7       | 34            |
| Віталій Пухкало                                                | 50 км класичним стилем (чоловіки) | Н/Д             | Н/Д             | Н/Д           | Н/Д           | 2:27:10.6     | +18:48.5      | 52            |
| Євген Величко                                                  | 15 км вільним стилем (чоловіки)   | Н/Д             | Н/Д             | Н/Д           | Н/Д           | 37:28.6       | +3:44.7       | 61            |
| Євген Величко                                                  | 30 км скіатлон (чоловіки)         | 41:47.4         | 33              | 38:44.4       | 51            | 1:21:03.9     | +4:43.9       | 43            |
| Євген Величко                                                  | 50 км класичним стилем (чоловіки) | Н/Д             | Н/Д             | Н/Д           | Н/Д           | 2:21:43.2     | +13:21.1      | 39            |
| Денис Волотка                                                  | 15 км вільним стилем (чоловіки)   | Н/Д             | Н/Д             | Н/Д           | Н/Д           | 37:39.8       | +3:55.9       | 64            |
| Денис Волотка                                                  | 50 км класичним стилем (чоловіки) | Н/Д             | Н/Д             | Н/Д           | Н/Д           | не стартував  | не стартував  | не стартував  |
| Олексій Полторанін Віталій Пухкало Євген Величко Денис Волотка | естафета 4×10 км (чоловіки)       | Н/Д             | Н/Д             | Н/Д           | Н/Д           | 1:36:36.3     | +3:31.4       | 8             |
| Олена Коломіна                                                 | 10 км вільним стилем (жінки)      | Н/Д             | Н/Д             | Н/Д           | Н/Д           | 29:13.0       | +4:12.5       | 63            |
| Олена Коломіна                                                 | 15 км скіатлон (жінки)            | 24:12.1         | 56              | 21:38.6       | 54            | 46:28.5       | +5:43.6       | 54            |
| Олена Коломіна                                                 | 30 км класичним стилем (жінки)    | Н/Д             | Н/Д             | Н/Д           | Н/Д           | 1:35:38.4     | +13:20.8      | 33            |
| Анна Шевченко                                                  | 10 км вільним стилем (жінки)      | Н/Д             | Н/Д             | Н/Д           | Н/Д           | 28:56.9       | +3:56.4       | 56            |
| Анна Шевченко                                                  | 15 км скіатлон (жінки)            | 22:52.3         | 32              | 20:59.9       | 39            | 44:25.1       | +3:40.2       | 36            |
| Анна Шевченко                                                  | 30 км класичним стилем (жінки)    | Н/Д             | Н/Д             | Н/Д           | Н/Д           | 1:35:36.1     | +13:18.5      | 31            |
| Валерія Тюленєва                                               | 10 км вільним стилем (жінки)      | Н/Д             | Н/Д             | Н/Д           | Н/Д           | 28:20.7       | +3:20.2       | 47            |
| Валерія Тюленєва                                               | 15 км скіатлон (жінки)            | 23.41.6         | 47              | не фінішувала | не фінішувала | не фінішувала | не фінішувала | не фінішувала |
| Валерія Тюленєва                                               | 30 км класичним стилем (жінки)    | Н/Д             | Н/Д             | Н/Д           | Н/Д           | 1:35:38.0     | +13:20.4      | 32            |

Спринт
| Спортсменка                      | Дисципліна                 | Кваліфікація | Кваліфікація | Чвертьфінал     | Чвертьфінал     | Півфінал        | Півфінал        | Фінал           | Фінал           |
| Спортсменка                      | Дисципліна                 | Час          | Місце        | Час             | Місце           | Час             | Місце           | Час             | Місце           |
| -------------------------------- | -------------------------- | ------------ | ------------ | --------------- | --------------- | --------------- | --------------- | --------------- | --------------- |
| Олексій Полторанін               | спринт, чоловіки           | 3:14.43      | 13 Q         | 3:12.60         | 4               | did not advance | did not advance | did not advance | did not advance |
| Денис Волотка                    | спринт, чоловіки           | 3:22.52      | 51           | did not advance | did not advance | did not advance | did not advance | did not advance | did not advance |
| Олексій Полторанін Денис Волотка | командний спринт, чоловіки | Н/Д          | Н/Д          | Н/Д             | Н/Д             | 16:30.10        | 8               | did not advance | did not advance |
| Олена Коломіна                   | спринт, жінки              | 3:39.22      | 55           | не пройшла      | не пройшла      | не пройшла      | не пройшла      | не пройшла      | не пройшла      |
| Анна Шевченко                    | спринт, жінки              | 3:23.27      | 27 Q         | 3:23.56         | 6               | не пройшла      | не пройшла      | не пройшла      | не пройшла      |
| Анна Шевченко Валерія Тюленєва   | командний спринт, жінки    | Н/Д          | Н/Д          | Н/Д             | Н/Д             | 17:57.04        | 10              | не пройшли      | не пройшли      |

## Санний спорт
| Спортсмен        | Дисципліна                | 1-й заїзд | 1-й заїзд | 2-й заїзд | 2-й заїзд | 3-й заїзд | 3-й заїзд | 4-й заїзд  | 4-й заїзд  | Сума     | Сума  |
| Спортсмен        | Дисципліна                | Час       | Місце     | Час       | Місце     | Час       | Місце     | Час        | Місце      | Час      | Місце |
| ---------------- | ------------------------- | --------- | --------- | --------- | --------- | --------- | --------- | ---------- | ---------- | -------- | ----- |
| Микита Копиренко | одномісні сани (чоловіки) | 50.147    | 35        | 50.327    | 38        | 49.244    | 34        | Eliminated | Eliminated | 2:29.718 | 36    |

## Стрибки з трампліна
Чоловіки
| Спортсмен       | Дисципліна          | Кваліфікація | Кваліфікація | Кваліфікація | Перший раунд | Перший раунд | Перший раунд | Фінал      | Фінал      | Фінал      | Загалом    | Загалом    |
| Спортсмен       | Дисципліна          | Відстань     | Бали         | Місце        | Відстань     | Бали         | Місце        | Відстань   | Бали       | Місце      | Бали       | Місце      |
| --------------- | ------------------- | ------------ | ------------ | ------------ | ------------ | ------------ | ------------ | ---------- | ---------- | ---------- | ---------- | ---------- |
| Сергій Ткаченко | нормальний трамплін | 84.0         | 83.7         | 51           | не пройшов   | не пройшов   | не пройшов   | не пройшов | не пройшов | не пройшов | не пройшов | не пройшов |
| Сергій Ткаченко | великий трамплін    | 111.0        | 70.9         | 47 Q         | 107.5        | 73.5         | 49           | не пройшов | не пройшов | не пройшов | не пройшов | не пройшов |

## Фігурне катання
| Спортсмен            | Дисципліна                   | Коротка програма | Коротка програма | Вільне катання | Вільне катання | Разом      | Разом      |
| Спортсмен            | Дисципліна                   | Бали             | Місце            | Бали           | Місце          | Бали       | Місце      |
| -------------------- | ---------------------------- | ---------------- | ---------------- | -------------- | -------------- | ---------- | ---------- |
| Денис Тен            | одиночні змагання (чоловіки) | 70.12            | 27               | не пройшов     | не пройшов     | не пройшов | не пройшов |
| Айза Мамбекова       | одиночні змагання (жінки)    | 44.40            | 30               | не пройшла     | не пройшла     | не пройшла | не пройшла |
| Елізабет Турсинбаєва | одиночні змагання (жінки)    | 57.95            | 15 Q             | 118.30         | 13             | 177.12     | 12         |

## Фристайл
Акробатика
| Спортсмен             | Дисципліна           | Кваліфікація | Кваліфікація | Кваліфікація | Кваліфікація | Фінал       | Фінал       | Фінал       | Фінал       | Фінал       | Фінал       |
| Спортсмен             | Дисципліна           | 1-й стрибок  | 1-й стрибок  | 2-й стрибок  | 2-й стрибок  | 1-й стрибок | 1-й стрибок | 2-й стрибок | 2-й стрибок | 3-й стрибок | 3-й стрибок |
| Спортсмен             | Дисципліна           | Бали         | Місце        | Бали         | Місце        | Бали        | Місце       | Бали        | Місце       | Бали        | Місце       |
| --------------------- | -------------------- | ------------ | ------------ | ------------ | ------------ | ----------- | ----------- | ----------- | ----------- | ----------- | ----------- |
| Ільдар Бадрутдінов    | акробатика, чоловіки | 89.18        | 19           | 94.47        | 15           | не пройшов  | не пройшов  | не пройшов  | не пройшов  | не пройшов  | не пройшов  |
| Маржан Акжигіт        | акробатика, жінки    | 79.17        | 14           | 70.20        | 12           | не пройшла  | не пройшла  | не пройшла  | не пройшла  | не пройшла  | не пройшла  |
| Жанбота Алдабергенова | акробатика, жінки    | 81.07        | 12           | 85.36        | 7            | не пройшла  | не пройшла  | не пройшла  | не пройшла  | не пройшла  | не пройшла  |
| Ахмаржан Калмурзаєва  | акробатика, жінки    | 58.58        | 21           | 47.32        | 16           | не пройшла  | не пройшла  | не пройшла  | не пройшла  | не пройшла  | не пройшла  |
| Аяна Жолдас           | акробатика, жінки    | 51.01        | 23           | 57.98        | 18           | не пройшла  | не пройшла  | не пройшла  | не пройшла  | не пройшла  | не пройшла  |

Могул
| Спортсмен       | Дисципліна      | Кваліфікація | Кваліфікація | Кваліфікація | Кваліфікація | Кваліфікація | Кваліфікація | Кваліфікація | Кваліфікація | Фінал      | Фінал      | Фінал      | Фінал      | Фінал      | Фінал      | Фінал      | Фінал      | Фінал      | Фінал      | Фінал      | Фінал      |
| Спортсмен       | Дисципліна      | 1-й спуск    | 1-й спуск    | 1-й спуск    | 1-й спуск    | 2-й спуск    | 2-й спуск    | 2-й спуск    | 2-й спуск    | 1-й спуск  | 1-й спуск  | 1-й спуск  | 1-й спуск  | 2-й спуск  | 2-й спуск  | 2-й спуск  | 2-й спуск  | 3-й спуск  | 3-й спуск  | 3-й спуск  | 3-й спуск  |
| Спортсмен       | Дисципліна      | Час          | Бали         | Загалом      | Місце        | Час          | Бали         | Загалом      | Місце        | Час        | Бали       | Загалом    | Місце      | Час        | Бали       | Загалом    | Місце      | Час        | Бали       | Загалом    | Місце      |
| --------------- | --------------- | ------------ | ------------ | ------------ | ------------ | ------------ | ------------ | ------------ | ------------ | ---------- | ---------- | ---------- | ---------- | ---------- | ---------- | ---------- | ---------- | ---------- | ---------- | ---------- | ---------- |
| Павло Колмаков  | могул, чоловіки | 13.74        | 66.24        | 79.98        | 7 Q          | Bye          | Bye          | Bye          | Bye          | 25.88      | 64.35      | 78.22      | 11 Q       | 25.39      | 61.58      | 76.10      | 7          | не пройшов | не пройшов | не пройшов | не пройшов |
| Дмитро Рейхерд  | могул, чоловіки | 25.08        | 66.30        | 81.23        | 3 Q          | Bye          | Bye          | Bye          | Bye          | 24.70      | 64.34      | 79.77      | 6 Q        | 23.85      | 42.09      | 58.64      | 8          | не пройшов | не пройшов | не пройшов | не пройшов |
| Аяулим Амренова | могул, жінки    | 35.15        | 44.39        | 52.78        | 26           | 35.25        | 30.40        | 38.68        | 17           | не пройшла | не пройшла | не пройшла | не пройшла | не пройшла | не пройшла | не пройшла | не пройшла | не пройшла | не пройшла | не пройшла | не пройшла |
| Юлія Галишева   | могул, жінки    | 30.51        | 62.74        | 76.36        | 7 Q          | Bye          | Bye          | Bye          | Bye          | 30.62      | 61.61      | 75.10      | 7 Q        | 30.65      | 63.35      | 76.81      | 6 Q        | 30.14      | 63.37      | 77.40      | 3          |

## Шорт-трек
| Спортсмен                                                                              | Дисципліна                  | Попередній заїзд | Попередній заїзд | Чвертьфінал  | Чвертьфінал  | Півфінал   | Півфінал   | Фінал      | Фінал      |
| Спортсмен                                                                              | Дисципліна                  | Час              | Місце            | Час          | Місце        | Час        | Місце      | Час        | Місце      |
| -------------------------------------------------------------------------------------- | --------------------------- | ---------------- | ---------------- | ------------ | ------------ | ---------- | ---------- | ---------- | ---------- |
| Абзал Ажгалієв                                                                         | 500 метрів (чоловіки)       | 43.388           | 3 ADV            | 41.616       | 4 ADV        | 40.835     | 5          | не пройшов | не пройшов |
| Денис Нікіша                                                                           | 500 метрів (чоловіки)       | 41.436           | 3 ADV            | 40.806       | 3            | не пройшов | не пройшов | не пройшов | не пройшов |
| Денис Нікіша                                                                           | 1500 метрів (чоловіки)      | 2:14.847         | 4                | Н/Д          | Н/Д          | не пройшов | не пройшов | не пройшов | не пройшов |
| Нурберген Жумагазієв                                                                   | 500 метрів (чоловіки)       | 40.748           | 3 ADV            | не фінішував | не фінішував | не пройшов | не пройшов | не пройшов | не пройшов |
| Нурберген Жумагазієв                                                                   | 1000 метрів (чоловіки)      | 1:24.271         | 4                | не пройшов   | не пройшов   | не пройшов | не пройшов | не пройшов | не пройшов |
| Нурберген Жумагазієв                                                                   | 1500 метрів (чоловіки)      | не фінішував     | не фінішував     | Н/Д          | Н/Д          | не пройшов | не пройшов | не пройшов | не пройшов |
| Абзал Ажгалієв Денис Нікіша Єркебулан Шамуханов Мерсаїд Жаксибаєв Нурберген Жумагазієв | естафета, 5000 м (чоловіки) | Н/Д              | Н/Д              | Н/Д          | Н/Д          | 6:47.727   | 3 FB       | 6:52.791   | 6          |
| Кім Йонг-а                                                                             | 1000 метрів (жінки)         | 1:29.703         | 3                | не пройшла   | не пройшла   | не пройшла | не пройшла | не пройшла | не пройшла |
| Кім Йонг-а                                                                             | 1500 метрів (жінки)         | 2:29.875         | 4                | Н/Д          | Н/Д          | не пройшла | не пройшла | не пройшла | не пройшла |
| Анастасія Крестова                                                                     | 500 метрів (жінки)          | 43.821           | 4                | не пройшла   | не пройшла   | не пройшла | не пройшла | не пройшла | не пройшла |
| Анастасія Крестова                                                                     | 1000 метрів (жінки)         | 1:31.557         | 3                | не пройшла   | не пройшла   | не пройшла | не пройшла | не пройшла | не пройшла |
| Анастасія Крестова                                                                     | 1500 метрів (жінки)         | пенальті         | пенальті         | Н/Д          | Н/Д          | не пройшла | не пройшла | не пройшла | не пройшла |